# العصي الحمراء

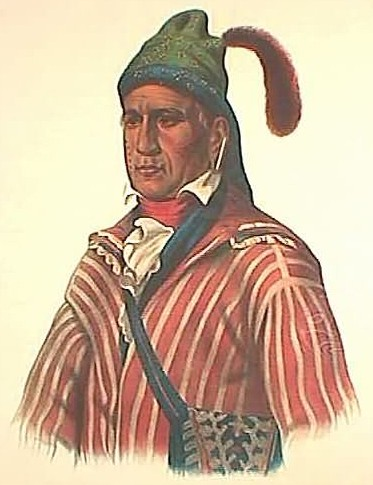

العصي الحمراء Red Sticks مسمى إنجليزي أطلق على فريق من قبيلة الكريك للهنود الحمر الذين قاومو عملية غزو وسلب أراضيهم وانتهت مقاومتهم /بحرب الكريك سنة 1813م.